# Midnight Commander
A GNU Midnight Commander (mc-ként is ismert, mivel  ezzel a paranccsal lehet elindítani) egy nyílt forráskódú multi-platformos fájlkezelő, egy Norton Commander klón. Fejlesztését Miguel de Icaza kezdte 1994-ben.
A Midnight Commander GNU General Public License alatt érhető el.

## Felépítése
A Midnight Commander egy konzol alkalmazás szöveges felhasználói felülettel. A fő felület két panelt tartalmaz, melyek a fájlrendszert mutatják. A fájlok közti navigáció a nyíl billentyűk használatával lehetséges, az insert billentyű fájlok kiválasztására használható, a funkcióbillentyűkkel műveleteket lehet végrehajtani mint pl. átnevezés, szerkesztés vagy fájlmásolás. A Midnight Commander későbbi verziójában beépítették az egér támogatást is. Azon verziók, melyek GPM-képesek vagy X terminál emulátorok (mint pl. GNOME Terminal vagy xterm) támogatják az egér mozgás riportolást.  Amikor egy X terminálon belül fut, ezen verziók képesek az ablak nevét frissíteni, melyben a Midnight Commander fut (amennyiben a terminál emulátor ezt engedélyezi).
A Midnight Commander funkciói segítségével meg tudjuk nézni az RPM csomag fájlok tartalmát, dolgozni tudunk a gyakoribb archív formátumokkal, mintha azok csak másik könyvtárak lennének, valamint használhatjuk FTP vagy FISH kliensként is. A Midnight Commander tartalmaz egy mcedit nevű szerkesztőt is, melyet önálló programként is futtathatunk vagy a Midnight Commander-ből az F4 funkcióbillentyű megnyomásával. Az mcedit tartalmaz olyan funkciókat, mint pl. a syntax highlighting sokféle nyelvre makróra, kód részletre, könnyen integrálható külső eszközökkel, van automatikus behúzási képessége, támogatja az egér használatot, a vágólapot, és képes működni ASCII és hex üzemmódban is egyaránt. A felhasználóknak megvan a lehetőségük, hogy az mcedit-et helyettesíthessék a saját kedvenc szerkesztőjükkel (Options Menu>Configuration>[Don't] Use Internal Edit).

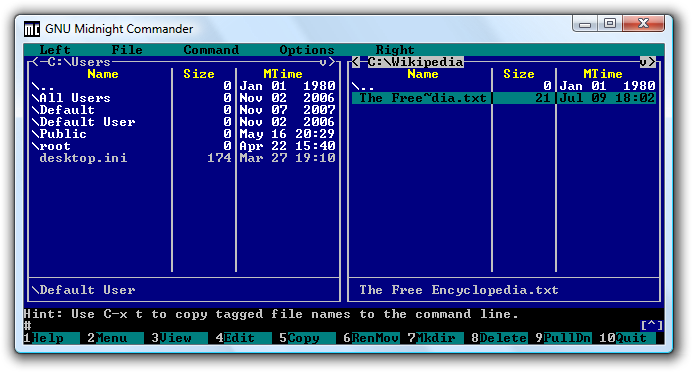
Windows Vista-n futó GNU Midnight Commander 4.1.36

A Midnight Commander képes fájlok csoportos átnevezésére is, melyre sok más fájlkezelő nem képes, ezek egyszerre csak egy fájlt tudnak átnevezni. Ez a funkció kényelmes lehet nagy számú fájlok esetén, pl. egy új nevezéktan bevezetésekor. A Midnight Commander továbbá át is tudja mozgatni a fájlokat egy másik könyvtárba, miután átnevezte őket. A felhasználó az eredeti és az eredmény fájlneveket megadhatja joker karakterek használatával is. A reguláris kifejezés használhatók fájlok átnevezésére kényelmes felhasználói felület keretében. Továbbá a felhasználó választhatja "parancssor mintát" vagy "globs-t" (automatikus joker karakter csoportosítás). Mindezen funkciók elérhetők File > Rename/Move menüből, majd az F1 megnyomásával egy rövid áttekintést kaphatunk a lehetséges opciókról, beleértve a joker karakter használatára vonatkozó példákat is.
A Midnight Commander sokoldalú szöveges interfészekre épül, pl. az NCurses vagy S-Lang, melyek lehetővé teszik, hogy normál konzolon, X Window terminálon, SSH kapcsolaton, RS-232 interfészen (beágyazott rendszerek esetén) továbbá mindenfajta távoli shellen keresztül is futni tudjon.

## Unicode támogatás
Az Unicode tekintetében az UTF-8 locale-ok natív támogatását 2009-ben adták hozzá a Midnight Commander fejlesztői verziójához. A 4.7.0-es verziótól kezdve van  Unicode támogatása az mc-nek.

## Fordítás
- Ez a szócikk részben vagy egészben  a   Midnight Commander című angol Wikipédia-szócikk ezen változatának fordításán alapul.  Az eredeti cikk szerkesztőit annak laptörténete sorolja fel. Ez a jelzés csupán a megfogalmazás eredetét és a szerzői jogokat jelzi, nem szolgál a cikkben szereplő információk forrásmegjelöléseként.